# Hückelhoven
Hückelhoven là một thị xã ở huyện Heinsberg, bang Nordrhein-Westfalen, nước Đức. Đô thị Hückelhoven có diện tích km². Đô thị này nằm bên sông Rur, cự ly khoảng 10 km về phía đông của Heinsberg và 20 km về phía tây nam của Mönchengladbach.

## Kết nghĩa
- Hartlepool, Anh